# Henryk Chabiera
Henryk Chabiera ps. „Korzeń" (ur. 27 stycznia 1912 w Grabinie, zm. 4 września 1946 w Bydgoszczy) – uczestnik wojny obronnej 1939 roku, żołnierz polskiego podziemia niepodległościowego w czasie II wojny światowej, żołnierz podziemia antykomunistycznego.
We wrześniu 1939 roku walczył w 22 pułku piechoty. Podczas okupacji niemieckiej przebywał w Mińsku Mazowieckim, gdzie był w konspiracji w Armii Krajowej. Od 1944 do 1945 roku służył jako ogniomistrz w 3 Dywizji Artylerii Przeciwlotniczej. W 1945 roku brał udział w walkach o Wrocław za co został odznaczony brązowym medalem Zasłużonym na Polu Chwały.
Po zakończeniu wojny wystąpił z wojska, zamieszkał w powiecie wyrzyskim i wstąpił do PSL. Został prezesem gromadzkiego Koła PSL, jak wyznał w czasie późniejszego, został prezesem ponieważ nikt nie chciał pełnić tej funkcji z powodu represji UB. 7 lipca 1946 roku wstąpił do oddziału kpt. Leona Mellera ps. „Jędruś”. Brał udział w akcjach rekwizycyjnych, jednocześnie prowadząc gospodarstwo rolne. Oddział, do którego należał nawiązywał do tradycji AK. Jego członkowie składali przysięgę na wierność Rządowi Rzeczypospolitej na Uchodźstwie, prowadził propagandę na rzecz Rządu londyńskiego i PSL.
Henryk Chabiera został aresztowany 22 lipca 1946 roku w Chlebnie. Razem z 12 kolegami z oddziału, w pokazowym procesie, 8 sierpnia 1946 roku został skazany na karę śmierci przez Wojskowy Sąd Rejonowy w Bydgoszczy na sesji wyjazdowej w Wyrzysku. Został zabity 4 września 1946 roku w więzieniu w Bydgoszczy. Jego ciało pochowano w zbiorowym grobie na Cmentarzu Komunalnym w Bydgoszczy. Rodziny nie poinformowano o dacie śmierci i miejscu pochówku. W 1993 roku, na wniosek żony został pośmiertnie zrehabilitowany.